# Mesophylax africanus
Mesophylax africanus là một loài Trichoptera trong họ Limnephilidae. Chúng phân bố ở miền Cổ bắc.